# Jason Davis (acteur, 1984)
Jason Davis (Salt Lake City, 14 oktober 1984 – Los Angeles, 16 februari 2020) was een Amerikaans acteur.
Davis is een kleinzoon van ondernemer Marvin Davis, die in de jaren tachtig eigenaar werd van 20th Century Fox. Hij maakte in 1993 met een kleine bijrol zijn acteerdebuut in de televisieserie Roseanne. Davis verkreeg vooral bekendheid door zijn rol in de animatiereeks Recess, waarin hij de stem van karakter Mikey Blumberg voor zijn rekening nam. Later kwam hij veelvuldig in het nieuws vanwege een drugsverslaving. Hij was te zien in de Amerikaanse realityserie Celebrity Rehab with Dr. Drew, waarin beroemdheden werden behandeld voor een verslaving.
Jason Davis had tussen 2004 en 2007 een relatie met actrice Courtney Peldon. In 2020 overleed hij op 35-jarige leeftijd.
- Gemeinsame Normdatei: 1204836809
- International Standard Name Identifier: 0000 0004 2056 2887
- Library of Congress Control Number: no2013127041
- Virtual International Authority File: 305452460
- WorldCat: E39PBJkxJHyMGCfBVcKr3fckjC